# Saint-Georges-de-Reintembault
Saint-Georges-de-Reintembault (bretonisch: Sant-Jord-Restembaod) ist eine französische Gemeinde mit 1.524 Einwohnern (Stand: 1. Januar 2022) im Département Ille-et-Vilaine in der Region Bretagne; sie gehört zum Arrondissement Fougères-Vitré und zum Kanton Fougères-2.

## Geographie
Die Gemeinde Saint-Georges-de-Reintembault liegt an der Grenze zum Département Manche, etwa 17 Kilometer nördlich von Fougères. Der Fluss Beuvron begrenzt die Gemeinde im Südwesten, im Nordosten verläuft das Flüsschen Lair. Umgeben wird Saint-Georges-de-Reintembault von den Nachbargemeinden Saint-Aubin-de-Terregatte im Nordwesten und Norden, Hamelin im Norden, Saint-Hilaire-du-Harcouët im Nordosten, Monthault im Osten, Mellé im Osten und Südosten, Villamée im Süden, Poilley im Süden und Südwesten, Le Ferré im Südwesten und Westen sowie Montjoie-Saint-Martin im Westen und Nordwesten.

## Bevölkerungsentwicklung
| Jahr          | 1962 | 1968 | 1975 | 1982 | 1990 | 1999 | 2006 | 2012 | 2020 |
| ------------- | ---- | ---- | ---- | ---- | ---- | ---- | ---- | ---- | ---- |
| Einwohner     | 2195 | 2049 | 1818 | 1795 | 1747 | 1682 | 1635 | 1608 | 1487 |
| Quelle: INSEE |      |      |      |      |      |      |      |      |      |

## Sehenswürdigkeiten
- Kirche Saint-Georges aus dem 19. Jahrhundert
- Herrenhaus La Morinais aus dem 17. Jahrhundert
- Kapelle Le Bienheureux aus dem 17. Jahrhundert

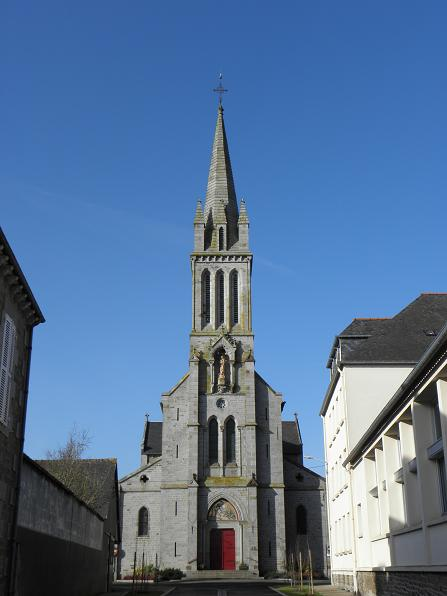
Kirche Saint-Georges
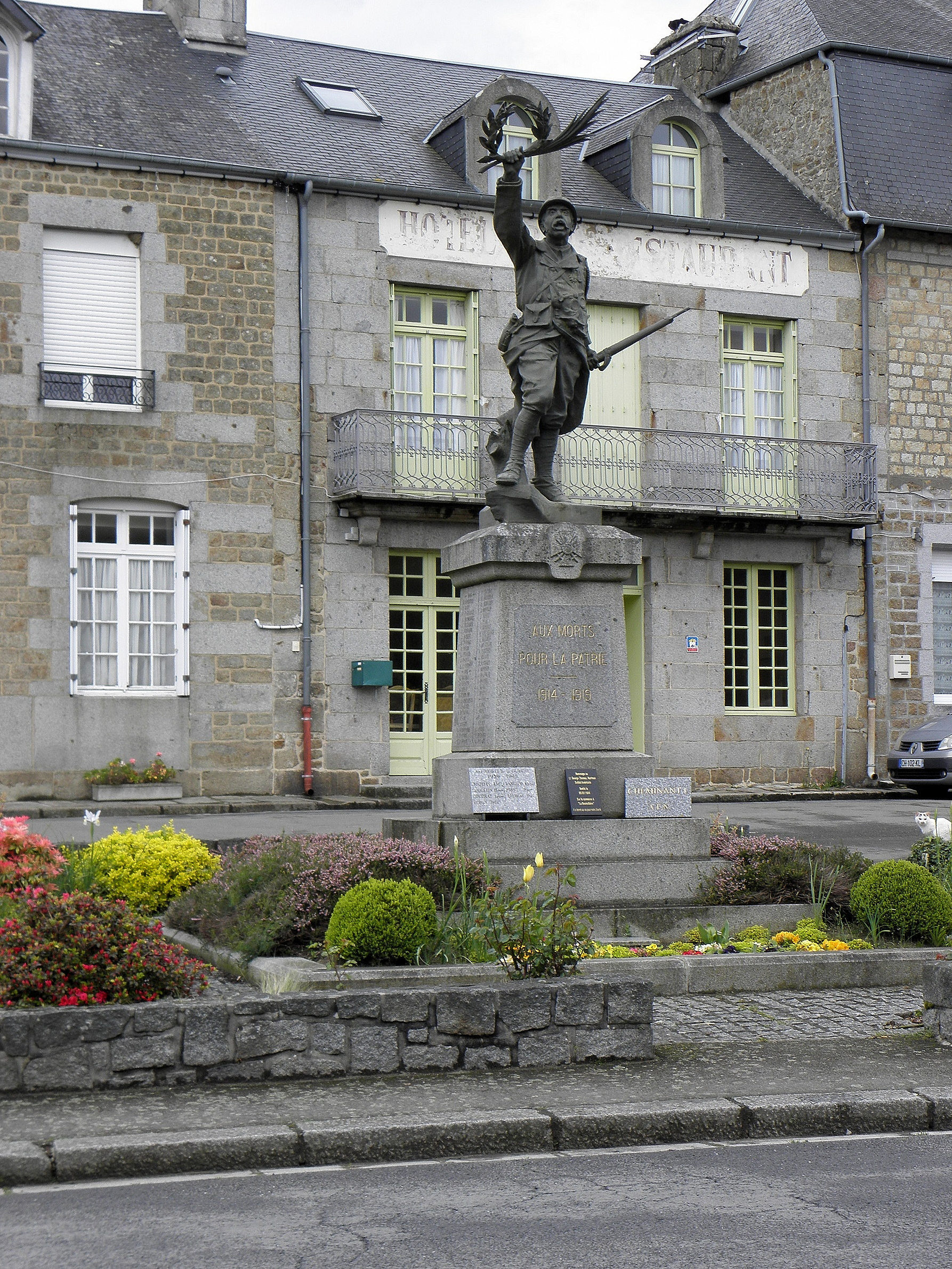
Gefallenendenkmal

## Persönlichkeiten
- Julien Maunoir (1606–1683), Jesuit, Seliger der katholischen Kirche